# Frank Calegari
Francesco Damien "Frank" Calegari é um matemático australiano, professor de matemática da Universidade de Chicago, que trabalha com teoria dos números e programa Langlands.

## Carreira
Calegari ganhou uma medalha de bronze e uma medalha de prata na Olimpíada Internacional de Matemática enquanto representava a Austrália em 1992 e 1993, respectivamente. Calegari obteve um PhD em matemática pela Universidade da Califórnia em Berkeley em 2002, orientado por Kenneth Alan Ribet.
Calegari foi von Neumann fellow de matemática no Instituto de Estudos Avançados de Princeton de 2010 a 2011. É professor de matemática na Universidade de Chicago.
A partir de 2020 é editor associado dos Annals of Mathematics.

## Pesquisa
Calegari trabalha com teoria algébrica dos números, incluindo classes de reciprocidade e torção de Langlands na cohomologia de grupos aritméticos.

## ICM 2022
Para o Congresso Internacional de Matemáticos de 2022 em São Petersburgo está listado como palestrante plenário.

## Publicações selecionadas
- Calegari, Frank (2011). «Even Galois representations and the Fontaine–Mazur conjecture». Inventiones Mathematicae (em inglês). 185 (1): 1–16. Bibcode:2011InMat.185....1C. ISSN 0020-9910. arXiv:0907.3427. doi:10.1007/s00222-010-0297-0
- Calegari, Frank; Emerton, Matthew (2005). «On the ramification of Hecke algebras at Eisenstein primes». Inventiones Mathematicae (em inglês). 160 (1): 97–144. Bibcode:2005InMat.160...97C. ISSN 0020-9910. arXiv:math/0311368. doi:10.1007/s00222-004-0406-z
- Calegari, Frank; Emerton, Matthew (2009). «Bounds for multiplicities of unitary representations of cohomological type in spaces of cusp forms». Annals of Mathematics. Second Series (em inglês). 170 (3): 1437–1446. ISSN 0003-486X. doi:10.4007/annals.2009.170.1437
- Calegari, Frank; Geraghty, David (2018). «Modularity lifting beyond the Taylor–Wiles method». Inventiones Mathematicae (em inglês). 211 (1): 297–433. Bibcode:2018InMat.211..297C. ISSN 0020-9910. arXiv:1207.4224. doi:10.1007/s00222-017-0749-x
- Calegari, Frank; Geraghty, David (2020). «Minimal modularity lifting for nonregular symplectic representations». Duke Mathematical Journal (em inglês). 169 (5): 801–896. ISSN 0012-7094. arXiv:1907.08691. doi:10.1215/00127094-2019-0044